# جرف الضلاع (بني مطر)

تعديل مصدري - تعديل

جرف الضلاع هي إحدى قرى عزلة الثلث بمديرية بني مطر التابعة لمحافظة صنعاء، بلغ تعداد سكانها 87 نسمة حسب تعداد اليمن لعام 2004.